# Deutsches Literatur-Lexikon
Das Deutsche Literatur-Lexikon ist ein in dritter Auflage vorliegendes biografisches Nachschlagewerk zu deutschsprachigen Autoren und der von ihnen veröffentlichten Literatur. Das Lexikon wird nach seinem Begründer Wilhelm Kosch auch kurz Kosch genannt. Darüber hinaus erschien von 2011 bis 2016 die von Wolfgang Achnitz herausgegebene Reihe Das Deutsche Literatur-Lexikon. Das Mittelalter in acht Bänden. Seit dem Jahr 2000 erscheint die Reihe Deutsches Literatur-Lexikon. Das 20. Jahrhundert. Biographisch-bibliographisches Handbuch, die von Lutz Hagestedt herausgegeben wird.

## Erste Auflage 1927–1930
Die erste Auflage erschien 1927 und 1930 in zwei Bänden im Max Niemeyer Verlag in Halle/Saale.

## Zweite Auflage 1947–1958
Die zweite, stark erweiterte Auflage erschien von 1947 bis 1958 in insgesamt 38 Lieferungen im Francke-Verlag in Bern:
- Band 1: Aachen – Hasenauer, 1949 (Lieferungen 1–9).
- Band 2: Hasenberger – Müllner, 1953 (Lieferungen 10–19).
- Band 3: Münch – Sparre, 1956 (Lieferungen 20–29).
- Band 4: Spartakus – Zyrl, 1958 (Lieferungen 30–38).

## Dritte Auflage 1968–2024

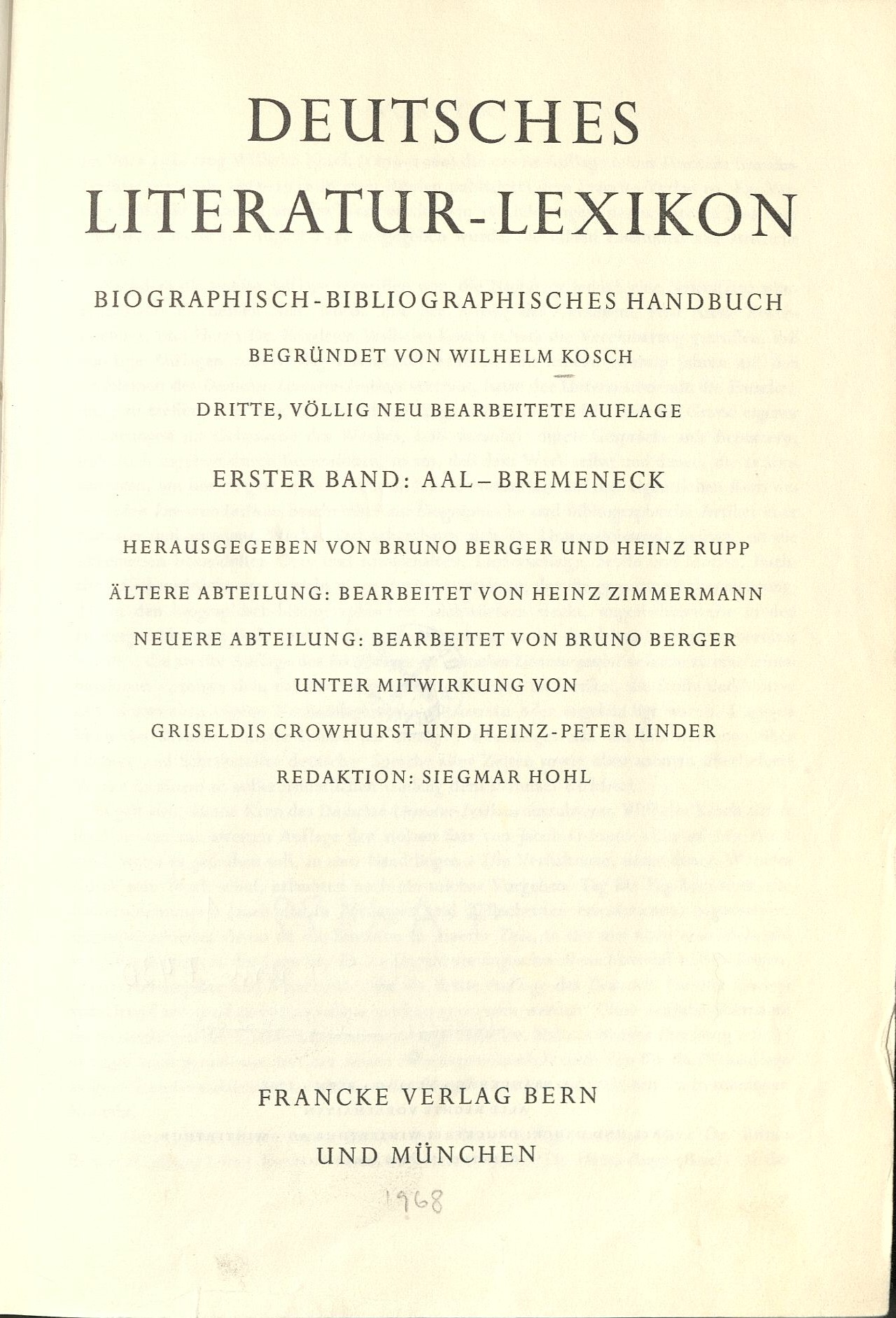
Band 1 (1968)

- Wilhelm Kosch, Heinz Rupp, Carl Ludwig Lang (Hrsg.): Deutsches Literatur-Lexikon. Biographisch-bibliographisches Handbuch, dritte, völlig neu bearbeitete Auflage. 1968–2024, ISBN 3-907820-00-2.

Von 1966 bis 2024 erschien das Werk in dritter Auflage, zuerst unter der Herausgeberschaft von Heinz Rupp (Verantwortlicher für Mittelalter) und Carl Ludwig Lang (Verantwortlicher für Neuzeit) im K. G. Saur Verlag in München und bei Francke in Bern, später im Verlag Walter de Gruyter, Berlin. Sechs Ergänzungsbände (zusätzlich aufgenommene Autoren, Anonyma sowie weitere Angaben zu bereits aufgenommenen Autoren) erschienen von 1994 bis 1999 bei Saur, der ausstehende siebte Ergänzungsband entfiel im Zuge des Verlagswechsels zu Walter de Gruyter. Stattdessen erschienen bei De Gruyter von 2020 bis 2022 drei Nachtragsbände. Die Bände der Gesamtreihe:
- Band 1: Aal – Bremeneck. Francke, Bern 1968.
- Band 2: Bremer – Davidis. Francke, Bern 1969.
- Band 3: Davidis – Eichendorff. Francke, Bern 1971, ISBN 3-7720-0052-5.
- Band 4: Eichenhorst – Filchner. Francke, Bern 1972, ISBN 3-7720-0952-2.
- Band 5: Filek – Fux. Francke, Bern 1978, ISBN 3-7720-1265-5.
- Band 6: Gaa – Gysin. Francke, Bern 1978, ISBN 3-7720-1283-3.
- Band 7: Haab – Hogrebe. Francke, Bern 1979, ISBN 3-7720-1461-5.
- Band 8: Hohberg – Kober. Francke, Bern 1981, ISBN 3-7720-1537-9.
- Band 9: Kober – Lucidarius. Francke, Bern 1984, ISBN 3-7720-1538-7.
- Band 10: Lucius – Myss. Francke, Bern [1986], ISBN 3-317-01539-X.
- Band 11: Naaff – Pixner. Francke, Bern/Stuttgart [1988], ISBN 3-317-01646-9.
- Band 12: Plachetka – Rilke. Francke, Bern/Stuttgart 1990, ISBN 3-317-01647-7.
- Band 13: Rill – Salzmann. Francke, Bern 1991, ISBN 3-317-01648-5.
- Band 14: Salzmesser – Schilling. Francke, Bern 1992, ISBN 3-317-01649-3.
- Band 15: Schilling – Schnydrig. Saur, Bern 1993, ISBN 3-907820-15-0.
- Band 16: Schobel – Schwaiger. Saur, Bern/München 1996, ISBN 3-907820-18-5.
- Band 17: Schwalb – Siewert. Saur, Bern/München 1997, ISBN 3-907820-20-7.
- Band 18: Siff – Spoerri. Saur, Bern/München 1998, ISBN 3-907820-23-1.
- Band 19: Spohn – Sternaux. Saur, Bern/München 1999, ISBN 3-907820-24-X.
- Band 20: Sternbach – Streißler. Saur, Bern/München 2000, ISBN 3-907820-25-8.
- Band 21: Streit – Techim. Saur, Bern/München 2001, ISBN 3-908255-21-X.
- Band 22: Tecklenburg – Tilisch. Saur, Zürich/München 2002, ISBN 3-908255-22-8.
- Band 23: Tikla – Trystedt. Saur, Zürich/München 2003, ISBN 3-908255-23-6.
- Band 24: Tsakiridis – Ursinus. Saur, Zürich/München 2004, ISBN 3-908255-24-4.
- Band 25: Ursprung – Vöhringer. Saur, Zürich/München 2005, ISBN 3-908255-25-2.
- Band 26: Völckel – Wagner. Saur, Zürich/München 2006, ISBN 3-908255-26-0.
- Band 27: Wagner – Walser. Saur, Zürich/München 2007, ISBN 978-3-908255-27-7.
- Band 28: Walsh – Wedegärtner. Saur, Zürich/München 2008, ISBN 978-3-908255-43-7.
- Band 29: Wedekind – Weiss. De Gruyter, Berlin 2009, ISBN 978-3-908255-44-4.
- Band 30: Weiss – Werdum. De Gruyter, Berlin 2010, ISBN 978-3-11-023159-5.
- Band 31: Werenberg – Wiedling. De Gruyter, Berlin 2012, ISBN 978-3-11-023571-5.
- Band 32: Wiedmann – Willisen. De Gruyter, Berlin 2013, ISBN 978-3-11-027509-4.
- Band 33: Willius – Wircker. De Gruyter, Berlin 2014, ISBN 978-3-11-030462-6.
- Band 34: Wirdig – Wol. De Gruyter, Berlin 2015, ISBN 978-3-11-033603-0.
- Band 35: Wolf – Worbs. De Gruyter, Berlin 2016, ISBN 978-3-11-033604-7.
- Band 36: Worch – Zasius. De Gruyter, Berlin 2017, ISBN 978-3-11-036192-6.
- Band 37: Zass – Zimdar. De Gruyter, Berlin 2018, ISBN 978-3-11-047699-6.
- Band 38: Zimmer – Zyx. De Gruyter, Berlin 2019, ISBN 978-3-11-056887-5.
- Ergänzungsband 1: A – Bernfeld. Saur, Bern 1994, ISBN 3-907820-16-9.
- Ergänzungsband 2: Bernfeld – Christen. Saur, Bern/München 1994, ISBN 3-907820-17-7.
- Ergänzungsband 3: Christener – Fowelin. Saur, Bern/München 1997, ISBN 3-907820-19-3.
- Ergänzungsband 4: Fraenkel – Hermann. Saur, Bern/München 1997, ISBN 3-907820-21-5.
- Ergänzungsband 5: Hermann – Lyser. Saur, Bern/München 1998, ISBN 3-907820-22-3.
- Ergänzungsband 6: Maag – Ryslavy. Saur, Bern/München 1999, ISBN 3-907820-76-2.
- Nachtragsband 1: A – E. De Gruyter, Berlin 2020, ISBN 978-3-11-063218-7.
- Nachtragsband 2: F – M. De Gruyter, Berlin 2020, ISBN 978-3-11-067790-4.
- Nachtragsband 3: N – Z. De Gruyter, Berlin 2022, ISBN 978-3-11-072691-6.
- Register. Teil I: Namen. De Gruyter, Berlin 2023, ISBN 978-3-11-076098-9.
- Register. Teil II: Orte. De Gruyter, Berlin 2024, ISBN 978-3-11-076099-6.

Rezensionen
In einer Rezension aus Informationsmittel für Bibliotheken von 1994 heißt es:

„Der Kosch ist zwar das – nach Zahl der Einträge – ausführlichste Lexikon zur deutschen Literatur, an Sorgfalt der Bearbeitung steht er aber dem Killy weit nach.“

Der Anglist Horst Weber meint:

„Die 3. Auflage von Wilhelm Koschs († 1960) Deutschem Literatur-Lexikon ist ein informationsreiches und monumentales, wenn auch nicht beredtes Zeugnis für die Misere, in der sich die deutsche Literaturgeschichtsschreibung seit der Erweiterung des Literaturbegriffs befindet […] Es bleibt bei einem Werk dieser Reichweite bei einer relativ kurzen Entstehungszeit nicht aus, daß bei der Fülle der zu bearbeitenden Daten Autopsie nur selten durchzuführen ist und nicht für jeden A. ein Verzeichnis seiner sämtlichen Schriften und der über Um [sic] erschienenen Literatur erstellt werden kann. Trotzdem erstaunt immer wieder aufs Ganze gesehen die Vollständigkeit des Deutschen Literatur-Lexikons, und man muß den Bearbeitern und Herausgebern danken, daß sie keine Mühe gescheut haben, das immense Material zusammenzutragen.“

## Deutsches Literatur-Lexikon. Das Mittelalter
Das Deutsche Literatur-Lexikon. Das Mittelalter, herausgegeben von Wolfgang Achnitz, erschien von 2011 bis 2016 bei De Gruyter in Berlin in acht Bänden:
- Band 1: Das geistliche Schrifttum von den Anfängen bis zum Beginn des 14. Jahrhunderts. 2011.
- Band 2: Das geistliche Schrifttum des Spätmittelalters. 2011.
- Band 3: Reiseberichte und Geschichtsdichtung. 2012
- Band 4: Lyrik und Dramatik. 2012.
- Band 5: Epik (Vers – Strophe – Prosa) und Kleinformen. 2013.
- Band 6: Das wissensvermittelnde Schrifttum bis zum Ausgang des 14. Jahrhunderts. 2014.
- Band 7: Das wissensvermittelnde Schrifttum im 15. Jahrhundert. 2015.
- Band 8: Nachträge, Chronologie und Register. 2016.

## Deutsches Literatur-Lexikon. Das 20. Jahrhundert
Deutsches Literatur-Lexikon. Das 20. Jahrhundert. Biographisch-bibliographisches Handbuch. Begründet von Wilhelm Kosch. Herausgegeben von Lutz Hagestedt. Saur, Zürich/München (bis Band 13) und De Gruyter, Berlin (ab Band 14), 2000 ff. ISBN 3-908255-00-7. (Zitierform: „Kosch Lit. 20. Jh.“)
- Band 1: Aab – Bauer. Saur, Zürich/München 2000, ISBN 3-908255-01-5. Auszüge
- Band 2: Bauer-Ose – Björnson. Saur, Zürich/München 2000, ISBN 3-908255-02-3. Auszüge
- Band 3: Blaas – Braunfels. Saur, Zürich/München 2001, ISBN 3-908255-03-1. Auszüge
- Band 4: Braungart – Busta. Saur, Zürich/München 2003, ISBN 3-908255-04-X. Auszüge
- Band 5: Butenschön – Dedo. Saur, Zürich/München 2003, ISBN 3-908255-05-8. Auszüge
- Band 6: Deeg – Dürrenfeld. Saur, Zürich/München 2004, ISBN 3-908255-06-6. Auszüge
- Band 7: Dürrenmatt – Ernestus. Saur, Zürich/München 2005, ISBN 3-908255-07-4.
- Band 8: Erni – Fischer. Saur, Zürich/München 2005, ISBN 3-908255-08-2.
- Band 9: Fischer-Abendroth – Fries. Saur, Zürich/München 2006, ISBN 3-908255-09-0.
- Band 10: Fries – Gellert. Saur, Zürich/München 2007, ISBN 978-3-908255-10-9.
- Band 11: Gellert – Gorski. Saur, Zürich/München 2008, ISBN 978-3-908255-11-6.
- Band 12: Gorsleben – Grunenberg. Saur, Zürich/München 2008, ISBN 978-3-908255-12-3.
- Band 13: Grunenberg – Hallwig. Saur, Zürich/München 2009, ISBN 978-3-908255-13-0.
- Band 14: Halm – Hauptmann. De Gruyter, Berlin 2010, ISBN 978-3-11-023160-1.
- Band 15: Hauptmann – Heinemann. De Gruyter, Berlin 2010, ISBN 978-3-11-023161-8.
- Band 16: Heinemann – Henz. De Gruyter, Berlin 2011, ISBN 978-3-11-023162-5.
- Band 17: Henze – Hettwer. De Gruyter, Berlin 2011, ISBN 978-3-11-023163-2.
- Band 18: Hetz – Hix. De Gruyter, Berlin 2012, ISBN 978-3-11-023164-9.
- Band 19: Hladej – Hohlbein. De Gruyter, Berlin 2013, ISBN 978-3-11-023165-6.
- Band 20: Hohler – Hubensteiner. De Gruyter, Berlin 2013, ISBN 978-3-11-023166-3.
- Band 21: Huber – Imgrund. De Gruyter, Berlin 2014, ISBN 978-3-11-023167-0.
- Band 22: Imhasly – Jann. De Gruyter, Berlin 2014, ISBN 978-3-11-023168-7.
- Band 23: Jannack – Jonigk. De Gruyter, Berlin 2014, ISBN 978-3-11-023169-4.
- Band 24: Jonke – Kafitz. De Gruyter, Berlin 2015, ISBN 978-3-11-023170-0.
- Band 25: Kafka – Karnein. De Gruyter, Berlin 2015, ISBN 978-3-11-040434-0.
- Band 26: Karner – Kelter. De Gruyter, Berlin 2016, ISBN 978-3-11-045295-2.
- Band 27: Kelterborn – Kippenberger. De Gruyter, Berlin 2017, ISBN 978-3-11-045298-3.
- Band 28: Kipper – Klieneberger-Nobel. De Gruyter, Berlin 2017, ISBN 978-3-11-051648-7.
- Band 29: Klabund, Klier – Koch, Julius. De Gruyter, Berlin 2018, ISBN 978-3-11-051653-1.
- Band 30: Koch, Jurij – Kokontis. De Gruyter, Berlin 2018, ISBN 978-3-11-057704-4.
- Band 31: Kokoschka – Krämer. De Gruyter, Berlin 2019, ISBN 978-3-11-057707-5.
- Band 32: Krämer-Badoni – Kriegelstein. De Gruyter, Berlin 2019, ISBN 978-3-11-063190-6.
- Band 33: Krieger – Kuenster. De Gruyter, Berlin 2020, ISBN 978-3-11-063192-0.
- Band 34: Künzel – Landau. De Gruyter, Berlin 2020, ISBN 978-3-11-067766-9.
- Band 35: Landauer – Lehfeldt. De Gruyter, Berlin 2021, ISBN 978-3-11-067767-6.
- Band 36: Lehmann – Lichtenberg. De Gruyter, Berlin 2021, ISBN 978-3-11-070506-5.
- Band 37: Lichtenberger – Löw. De Gruyter, Berlin 2021, ISBN 978-3-11-070509-6.
- Band 38: Loewe – Luttmer. De Gruyter, Berlin 2022, ISBN 978-3-11-076095-8.
- Band 39: Lutz – Mansfeld. De Gruyter, Berlin 2022, ISBN 978-3-11-076096-5.
- Band 40: Mansion – Mehl. De Gruyter, Berlin 2023, ISBN 978-3-11-100542-3.
- Band 41: Mehler – Miller. De Gruyter, Berlin 2024, ISBN 978-3-11-100679-6.
- Band 42: Mimo – Müller, Gert. De Gruyter, Berlin 2024, ISBN 978-3-11-131486-0.
- Band 43: Müller, Gottfried – Nebel, Otto W. E. De Gruyter, Berlin 2025, ISBN 978-3-11-131489-1.

## Deutsches Literatur-Lexikon Online
Die 2017 veröffentlichte Online-Datenbank enthält über 70.000 Artikel aus dem Deutschen Literatur-Lexikon inklusive der Sonderreihen zum Mittelalter und zum 20. Jahrhundert. Sie enthält Autoren aus Deutschland, Österreich und der Schweiz sowie auf Deutsch schreibende Autoren aus anderen europäischen Ländern.